# Vitstrupig borststjärt
Vitstrupig borststjärt (Asthenes fuliginosa) är en fågel i familjen ugnfåglar inom ordningen tättingar.

## Utseende
Vitstrupig borststjärt är en liten fågel med en lång, tunn och spetsig stjärt. Den har varmbrun ovansida och grå undersida, helt utan streckning. Noterbart är även en otydlig vitaktig ring runt ögat och ett kort grått ögonbrynsstreck. Arten liknar umbraborststjärten, men denna är mattare brun ovan och har mindre markant ögonbrynsstreck. 

## Utbredning och systematik
Vitstrupig borststjärt delas in i fyra underarter med följande utbredning:
- Asthenes fuliginosa fumigata – centrala och västra Anderna i Colombia
- Asthenes fuliginosa fuliginosa – Anderna i östra Colombia, västligaste Venezuela och norra Ecuador
- Asthenes fuliginosa peruviana – Anderna i norra Peru (Amazonas och San Martín)
- Asthenes fuliginosa plengei – Anderna i Peru (Cordillera Carpish i Huánuco)

## Levnadssätt
Vitstrupig borststjärt hittas i bergstrakter på mellan 2800 och 3500 meters höjd. Där ses den enstaka eller i par, tryckande lågt i buskiga områden eller lågväxt skog nära trädgränsen. 

## Status
Arten har ett stort utbredningsområde och beståndet anses vara stabilt. Internationella naturvårdsunionen IUCN listar den därför som livskraftig (LC).